# ABC (pierwsza pomoc)

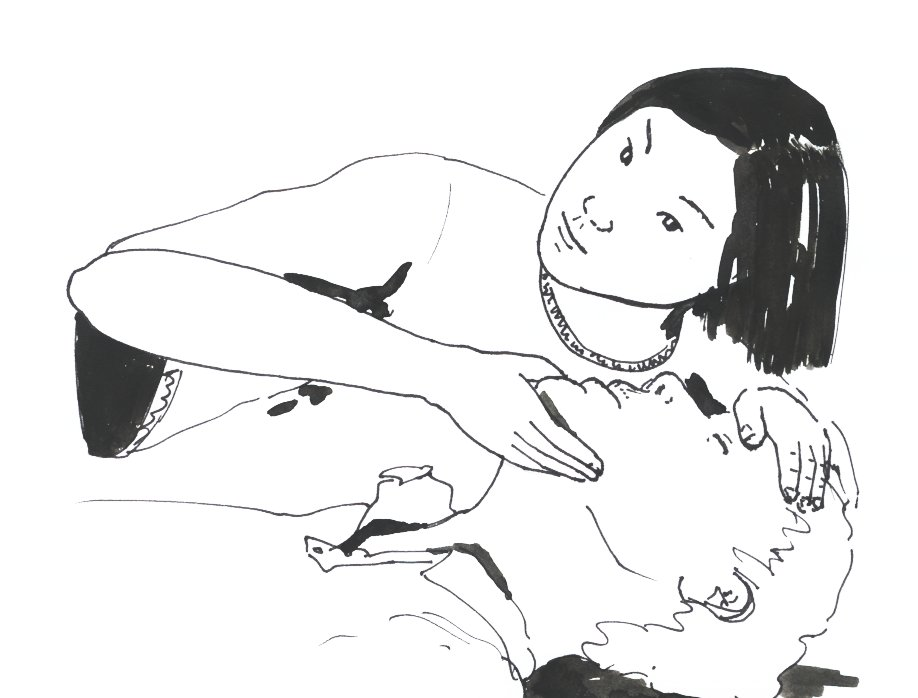
Airway – udrożnienie dróg oddechowych rękoczynem czoło-żuchwa

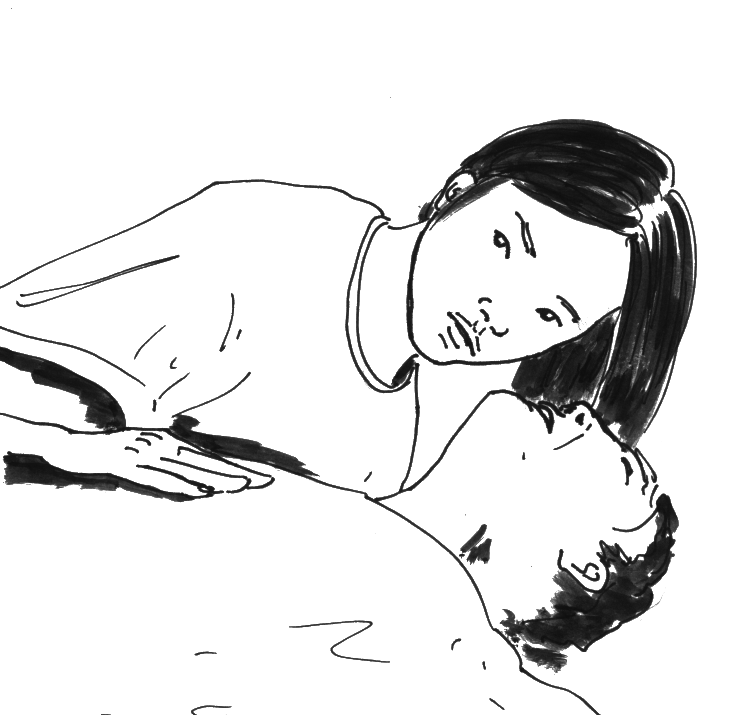
Breathing – przez 10 sekund wyczuwanie oddechu metodą „widzę, słyszę, czuję”

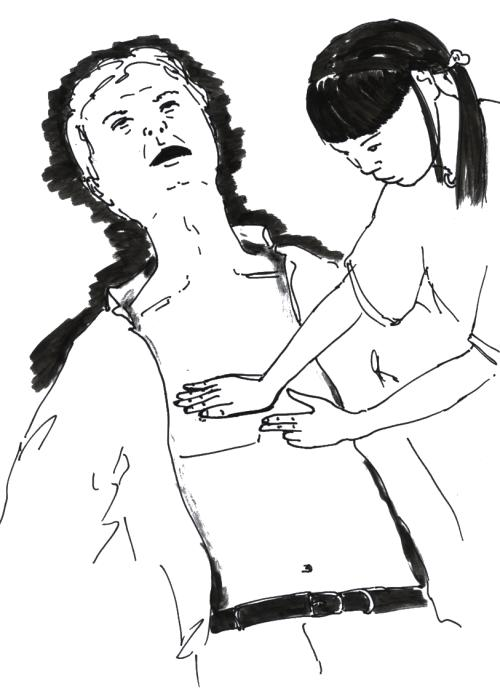
Circulation – u osoby nieprzytomnej oznacza sprawdzenie krążenia przez wyczucie tętna na jednej z tętnic (szyjnej, promieniowej lub pachwinowej)

ABC – angielski akronim mnemotechniczny najważniejszych czynności przy udzielaniu pierwszej pomocy, przede wszystkim poszkodowanym nieprzytomnym:
- A (ang. Airway) – udrożnienie dróg oddechowych za pomocą tzw. rękoczynu czoło-żuchwa lub ewentualnie rurki intubacyjnej,
- B (ang. Breathing) – sprawdzenie oddechu metodą widzę, słyszę, czuję (przez 10 sek. minimum 2 prawidłowe oddechy),
- C (ang. Circulation[1]) – sprawdzenie oznak krążenia, przy czym osoby niezwiązane z medycyną nie sprawdzają tętna na tętnicach promieniowej i szyjnej, a jedynie zwracają uwagę na zabarwienie skóry, czy jest zachowany odruch połykania oraz czy poszkodowany ma świadomość. Inna interpretacja litery C to: uciski klatki piersiowej (chest compressions). Inna interpretacja to sprawdzenie oznak poważnego krwawienia.

## Rozszerzenie schematu ABC
Oprócz oryginalnego skrótu ABC, stosuje się również jego rozszerzenie. Najprostsza to ABCD, gdzie D może być interpretowane jako
Drugs (leki; np. adrenalina, amiodaron, lidokaina, wodorowęglan sodu, atropina), Disability (uraz spowodowany wypadkiem, nie wcześniejszy), Defibrilation (defibrylacja serca, przy użyciu AED) lub Decompression (dekompresja). Dłuższe wariacje to ABCDE, ABCDEF lub nawet ABCDEFG.
Schematy stosujące literę E wykraczają poza podstawową pierwszą pomoc, szukając przyczyn urazu. W niektórych protokołach używa się do 3 liter E. E może oznaczać: Expose and Examine (odsłoń i zbadaj; zalecenie głównie dla zespołów karetek), Escaping air (uciekające powietrze; np. przebicie płuca), Environment (środowisko; np. wychłodzenie).
F może odnosić się do: Fluids (płyny; np. wyciekający płyn mózgowo-rdzeniowy), Family (rodzina; także osoby obecne przy wypadku, mogące udzielić informacji o jego przebiegu), Final Steps (kroki ostateczne; poszukanie specjalistycznego szpitala).
Litera G może oznaczać: Go Quickly! (działaj szybko; przypomnienie, że poszkodowany powinien znaleźć się w szpitalu w ciągu tzw. Golden Hour – Złotej Godziny od wypadku), Glucose (glukoza; zawodowy ratownik może przeprowadzić badanie stężenia glukozy we krwi).

## Zmiana kolejności na CAB
W 2010 American Heart Association oraz International Liaison Committee on Resuscitation zmieniły podstawową kolejność ABC na CAB. Należy rozpocząć udzielanie pomocy od ucisków klatki piersiowej, ponieważ w płucach osoby nie oddychającej zwykle znajduje się trochę tlenu, i najważniejsze jest rozprowadzenie tego tlenu po organizmie, poprzez masaż serca. 30 ucisków zajmie tylko 18 sekund (C), po czym należy przejść do udrożnienia dróg oddechowych (A) i oddechów ratowniczych (B).